# Ентоні Гатто
Ентоні Гатто, (14 квітня 1973, Мангеттен, США) — американський артист цирку (жонглер).
У 2000 році Ентоні Гатто став першим жонглером, який переміг на найпрестижнішому цирковому фестивалі у Монте-Карло.